# Toshokan no Daimajutsushi
Toshokan no Daimajutsushi (圕の大魔術師?), también conocida como Magus of the Library, es una serie de manga japonesa escrita e ilustrada por Mitsu Izumi. Ha sido serializada en la revista de Kodansha Good! Afternoon desde noviembre de 2017, con sus capítulos siendo recopilados en nueve volúmenes tankōbon hasta junio de 2025.

## Contenido de la obra

### Manga
El manga está escrito e ilustrado por Mitsu Izumi. Ha sido serializado en la revista de Kodansha Good! Afternoon desde el 7 de noviembre de 2017. Kodansha ha recopilado sus capítulos en volúmenes tankōbon. El primer volumen se publicó el 6 de abril de 2018. Al 6 de junio de 2025, se han lanzado nueve volúmenes. 
En España, la serie está siendo publicada por Norma Editorial.

#### Lista de volúmenes
| N.º | Fecha de lanzamiento   | ISBN original          | Fecha de lanzamiento en español | ISBN en español        |
| --- | ---------------------- | ---------------------- | ------------------------------- | ---------------------- |
| 1   | 6 de abril de 2018     | ISBN 978-4-06-511243-4 | 06 de agosto de 2021            | ISBN 978-84-679-4609-3 |
| 2   | 7 de noviembre de 2018 | ISBN 978-4-06-513566-2 | 26 de noviembre de 2021         | ISBN 978-84-679-4766-3 |
| 3   | 7 de agosto de 2019    | ISBN 978-4-06-516736-6 | 25 de febrero de 2022           | ISBN 978-84-679-4835-6 |
| 4   | 5 de junio de 2020     | ISBN 978-4-06-519471-3 | 29 de abril de 2022             | ISBN 978-84-679-4961-2 |
| 5   | 7 de junio de 2021     | ISBN 978-4-06-523523-2 | 06 de octubre de 2022           | ISBN 978-84-679-4962-9 |
| 6   | 7 de junio de 2022     | ISBN 978-4-06-528198-7 | 04 de agosto de 2023            | ISBN 978-84-679-4963-6 |
| 7   | 7 de junio de 2023     | ISBN 978-4-06-531799-0 | 04 de octubre de 2024           | ISBN 978-84-679-7129-3 |
| 8   | 6 de junio de 2024     | ISBN 978-4-06-535756-9 | —                               | —                      |
| 9   | 6 de junio de 2025     | ISBN 978-4-06-539701-5 | —                               | —                      |